# Muhammad al-Mahdi
Muhammad al-Mahdi egentligen Muhammad ibn Ismail, född 746,  var den sjunde shiaimamen enligt ismailiterna. Han var son till den sjätte imamen, Ismail ibn Jafar.